# Aparatul reproducător
Aparatul reproducător (aparatul genital sau sistemul reproducător) este un sistem de organe dintr-un organism care lucrează împreună pentru reproducere. Multe substanțe ca hormonii și feromonii sunt de asemenea importante în acest sistem. La organismele cu reproducere sexuată acest sistem de organe este diferit la cele două sexe, spre deosebire de alte sisteme de organe. Organele majore reproducătoare umane (penis și vagin) includ atât organe interne cât și organe externe.